# Goranis
Els gorani (vol dir "muntanyès") són un poble eslau dels Balcans que viuen principalment a Kosovo, i en menor mesura, a Albània i a Macedònia del Nord a la zona fronterera entre els tres estats, zona anomenada sovint Gora (eslau "muntanya") moderna Gora-Dragaš. S'estimen que n'hi ha 60.000 goranis.
El seu origen és disputat -tant el nacionalisme serbi com el bosnià i el macedoni els consideren part de la seva nació. Són musulmans històricament i parlen una varietat de transició entre el serbi, macedoni i búlgar anomenat torlac.
La seva bandera com a nació té quatre rectangles concèntrics, blanc, negre, blanc i verd (al centre formen la part principal de la bandera sent la resta només marcs); els dos primers marcs són estrets, i el tercer (blanc) és el triple que els anteriors; al verd hi ha a la part inferior del pal una mitja lluna i estel de sis puntes blancs; altres elements apareixen a la bandera històrica: damunt la mitja lluna hi ha el nom d'Al·là en àrab, i damunt una ploma i martell creuats; sota hi ha una línia que simbolitza el riu Jordà (que forma l'angle inferior del pal de la part verda) i emmirallat unes línies que simbolitzen el Nil.